# Sakarya Tatankaları 2022
Questa voce raccoglie le informazioni riguardanti i Sakarya Tatankaları nelle competizioni ufficiali della stagione 2022.

## 1. Lig 2022

### Stagione regolare
| 17 aprile 2022 1ª giornata | Sakarya Tatankaları | 31 – 7 | Boğaziçi Sultans |  |

| 30 aprile 2022 2ª giornata | ITÜ Hornets | 15 – 13 | Sakarya Tatankaları |  |

| 22 maggio 2022 3ª giornata | Sakarya Tatankaları | 40 – 0 | Hacettepe Red Deers |  |

| 29 maggio 2022 4ª giornata | ODTÜ Falcons | 35 – 13 | Sakarya Tatankaları |  |

| 12 giugno 2022 5ª giornata | Sakarya Tatankaları | 0 – 10 | Koç Rams |  |

| 18 giugno 2022 6ª giornata | Sakarya Tatankaları | 6 – 27 | Anadolu Rangers |  |

| 2 luglio 2022 7ª giornata | Gazi Warriors | 15 – 10 | Sakarya Tatankaları |  |

## Statistiche di squadra
| Competizione      | %Vittorie | In casa | In casa | In casa | In casa | In casa | In casa | In trasferta | In trasferta | In trasferta | In trasferta | In trasferta | In trasferta | Totale | Totale | Totale | Totale | Totale | Totale |
| Competizione      | %Vittorie | G       | V       | N       | P       | Pf      | Ps      | G            | V            | N            | P            | Pf           | Ps           | G      | V      | N      | P      | Pf     | Ps     |
| ----------------- | --------- | ------- | ------- | ------- | ------- | ------- | ------- | ------------ | ------------ | ------------ | ------------ | ------------ | ------------ | ------ | ------ | ------ | ------ | ------ | ------ |
| Stagione regolare | .286      | 4       | 2       | 0       | 2       | 77      | 44      | 3            | 0            | 0            | 3            | 36           | 65           | 7      | 2      | 0      | 5      | 113    | 109    |
| Totale            | .286      | 4       | 2       | 0       | 2       | 77      | 44      | 3            | 0            | 0            | 3            | 36           | 65           | 7      | 2      | 0      | 5      | 113    | 109    |